# 印度債務束縛勞役

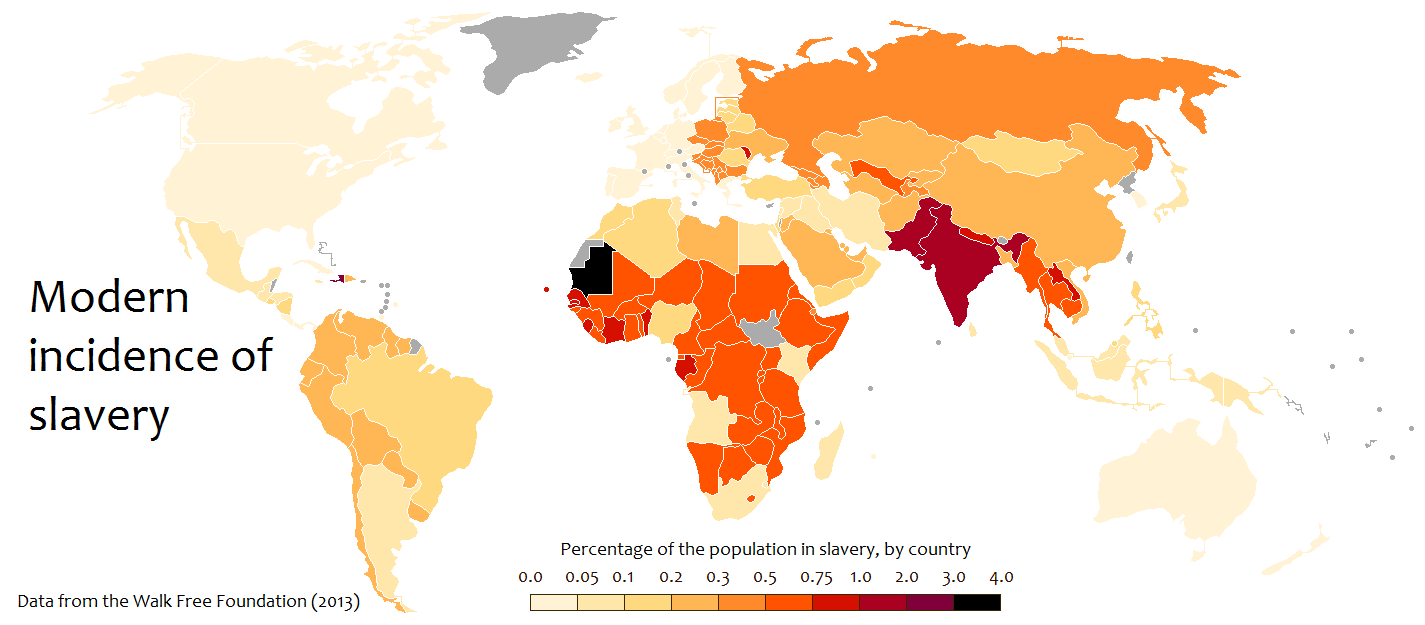
印度是世界上奴隸制盛行率最高的國家之一，詳見全球奴役指數（由澳大利亞慈善組織明德魯基金會之下的自由行走倡議所發表）。

印度債務束縛勞役（बंधुआ मज़दूरी）在1976年已經由立法廢除，但由於政府執法不力，此種現象不但未消除，而仍普遍存在。債務束縛勞役是一種系統，貸款人以強迫手段迫使借款人利用其勞動力來償還。而這些債務往往需要很長時間才能還清，且償還的金額高得不合理，而將身陷其中者的貧窮延續好幾個世代（參見世襲貧窮）。原因是貸款人提供的金錢通常附帶有極高利率的緣故。雖然債務束縛勞役被認為是種自願的勞動形式，但這類人是受到社會情境所迫才會陷入其中。
債務束縛勞役在印度史上有長久的歷史，可追溯至印度在殖民地時期（約從17世紀開始）。而根據2016年全球奴役指數（由澳大利亞慈善組織明德魯基金會之下的自由行走倡議所發表），印度是奴隸人口第四多的國家，約有1,900萬印度人以某種形式受到奴役，包括債務束縛勞役。許多印度人為減輕財務負擔和暴力的風險而陷入勞役的困境。此外還有造成印度社會不平等和腐敗的種姓制度，此類因素合併在一塊兒，而促成此種制度依然存在。農業工作者和磚窯工人（包括童工），是身陷其中的主要群體。即使印度政府承諾提供補償，獲釋勞工仍難以逃脫負面後果 - 不平等加劇與健康惡化，往往會將他們推向自殺的絕境。
印度政府自1949年開始立法，加上解放達利特（舊稱賤民）運動興起，以及非政府組織和政府部門持續致力於執行勞動法和協助債務人重返社會，這些因素似乎共同促成印度債務束縛勞役有所減少。雖然國內外組織積極參與終止此種勞役的法律行動與讓債務人重返社會的工作，而根據國際勞工組織的研究報告，印度在根除此問題上仍面臨諸多障礙。

## 歷史

### 獨立前

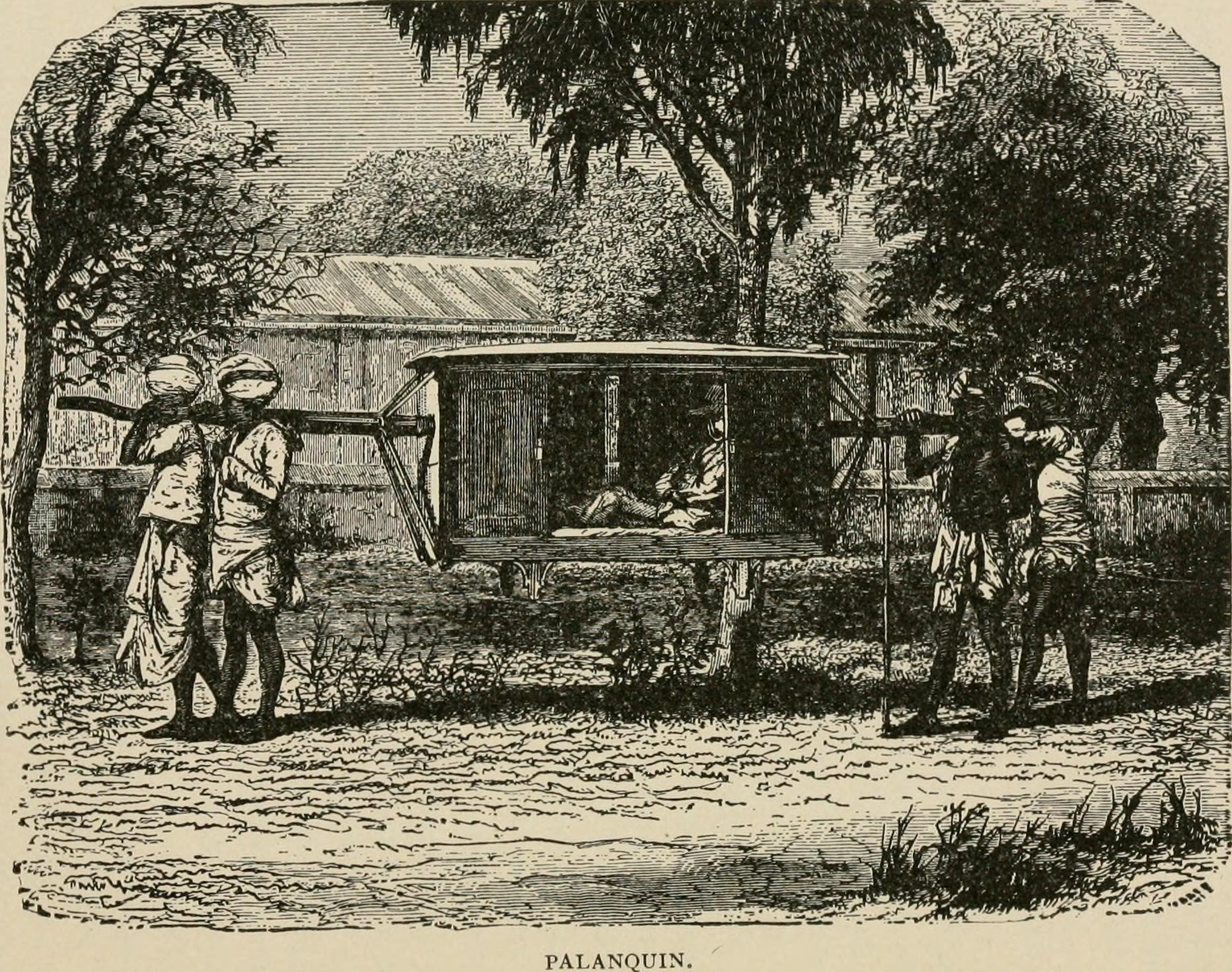
殖民地印度時期，當地勞動者。

雖然印度在18、19世紀即存在更多非自願奴役的案例，而是印度殖民時期為後來的債務束縛勞役模式奠下基礎。特別是因為歐洲殖民強權對印度契約勞工的需求很高，許多印度人被送往澳大利亞，以降低勞動成本和對社會的影響。法國於法屬印度時期在印度洋區域建立一個契約勞工制度，在1830年代僱用約3,000名印度人。到1847年，印度洋區域已有超過6,500名印度契約勞工（包括在印度本地）。這些法國殖民者傳統上會扣留工資，導致勞工必須靠借貸來維生，而開啟債務束縛勞役的循環。許多印度人在19世紀下半葉組建工會，透過審判手段將受束縛的勞工解放。然而，這些歷史勞動制度造成的影響，在20世紀的印度仍清晰可見。
英屬印度政府於1935年通過《1935年印度政府法令》，目的為發展印度經濟。然而此法進一步加劇印度社會階層分化，促成債務束縛勞役制度形成。印度於1947年宣佈獨立之前，種姓制度和土地所有權的階層化使得印度社會制度呈現出封建主義的樣貌。特別是印度上層種姓成員提供金錢，借給低層種姓成員的現象。之後貸款者強迫借款者通過提供勞動來償還貸款。導致債務束縛勞役代代相傳的原因之一是種姓制度禁止弱勢借款人購買土地的結果。

### 1976年債務束縛制度（廢除）法案
時任印度總理的英迪拉·甘地和印度政府於1976年通過債務束縛制度（廢除）法案，將債務束縛勞動者解放，並聲明印度的債務束縛勞役做法不再被允許。此法案賦予印度司法機構權力，得在國家和地方層級設立法庭，審理觸犯此種束縛勞役的案件。立法取消債務束縛勞工的所有債務，並將執行權交給地區行政長官。這些行政長官負責安排信貸給被解放的勞工，並確保當地勞工系統不再受到此種惡劣做法的影響。然而由於執法不力，許多勞動者仍困於債務束縛。根據印度勞工和就業部的數據，印度於2009年仍有近30萬人陷於債務束縛勞役。許多研究人員，如奧根德拉·布庫特（Augendra Bhukuth）、傑羅姆·巴雷（ Jérôme Ballet）和尼古拉斯·西爾文（Nicolas Sirven）認為這是僱主們為對其工人實施嚴格管控，並強化紀律所採一系列行動的結果。研究人員伊莎貝爾·蓋林（Isabelle Guérin ）等認為，該法案沒將債務束縛勞役明確定義，而導致這項立法政策任由個人解釋。此外，許多印度人對此法案並不了解。

## 債務束縛勞役的形式
美國作家悉達多·卡拉估計，世界上的債務束縛勞役中，有84%至88%都在南亞。在世界上所有的奴役制中，印度債務束縛制度的勞工，名列數量最高者之一。根據印度政府勞工和就業部的數據，印度的債務束縛勞工超過30萬，其中大多數分佈在坦米爾那都邦、卡納塔卡邦和奧迪薩邦。許多歷史學家（如湯姆·布拉斯（Tom Brass））都在爭論債務束縛制度的倫理問題。一些分析師認為，債務勞工是一種反資本主義的形式，限制勞工的選擇自由，而另一些分析師則認為這種制度是出於自願。

### 農業工作者
印度的債務束縛勞役在農業地區最為普遍，此制度中的勞動者中有80%從事農業。許多農民為耕作土地而貸款，地主通過支付極低的工資來謀求高額利潤。這些農民為應對基本生活及醫療保健的需求，難以償還債務，而累積高額的利息。貸款數額較小的農民每年支付的利息可能會超過貸款額的100%。此外，許多貸款人只同意借款人用勞動力來償還利息，並要求用現金償還本金。根據一項在2012年所做的研究，農民得到的報酬極低，且請病假會受處罰。農民開發其耕作土地的潛力受到降低。
根據一項關於印度南部安德拉邦的勞工研究，帕拉穆爾債務束縛制度（Palamur debt bondage system）始於1930年代。這個制度中的勞動者依賴一位負責分配工作、金錢、食物和資源的地區領導人。這些勞工處於惡劣的生活條件、繁重和長時間的工作，且無法組織工會或在勞動者之間進行有效聯繫。此外，這位地區領導人通常在季風季節時並不提供工作機會，迫使勞動者需另謀出路和收入來源。

### 兒童
印度童工人數於2013年居世界之冠。大多數印度童工集中在農村地區，從事農業工作。截至2009年，多數分佈於安德拉邦、阿薩姆邦和比哈爾邦。根據1997年和2003年在印度的研究，印度有1,500萬債務束縛童工。其中有98%屬於達利特種姓（印度最低種姓），或是原住民阿迪瓦西群體。印度有大量童工，被認為是經濟福利方面的一個嚴重問題。這些童工通常處在債務束縛狀態，必須為僱主工作一段時間，也可能會延至一生，而且通常工資極低或甚至沒工資。而形成一種長期的僱主-奴隸關係。童工通常由他們的父母引入債務束縛制度，以償還所欠債務。根據非營利組織人權醫師組織於2001年所做的一項研究，大多數童工都在償還父母的債務，每天得到的報酬低至18盧比。雖然印度憲法第24條和第39條保護印度兒童免受此種束縛，但他們無法組織工會，更易受到剝削。近期終止兒童陷入債務束縛的倡議，反而導致這些兒童勞動力的地下市場出現。一些研究人員認為，根除童工將降低那些不顧規定仍繼續工作的兒童的工資，而研究人員奧根德拉·布庫特（Augendra Bhukuth）等其他人則認為，消除這種制度有其必要。

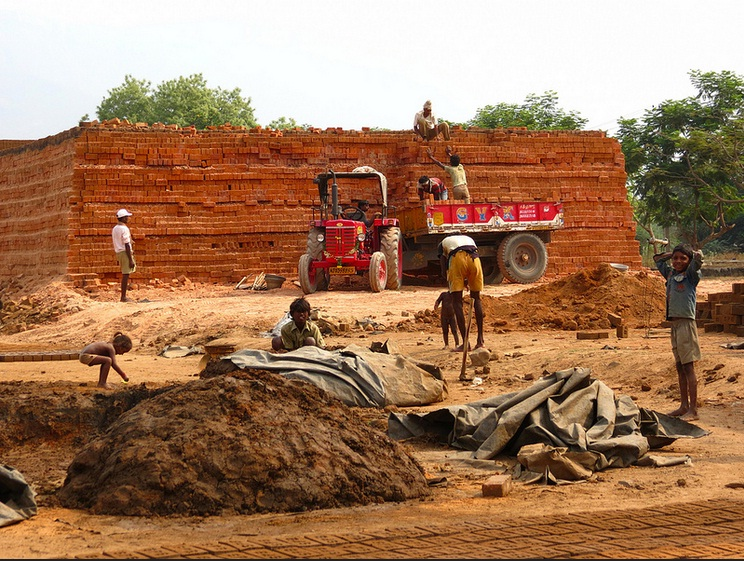
於泰倫加納邦海德拉巴的磚窯工人。

### 其他工人
在磚窯和蔗糖產業的勞動者經常會陷入債務束縛勞役。研究人員特別將磚窯產業歸類為債務束縛勞役的一種形式，因為這個產業的工作者通常是會預收金錢，再以提供勞力方式來償還。根據一項在2003年所做研究，雖然磚窯產業中的大多數勞工並未陷入債務束縛勞役，但由於仲介者（或貸款人）和借款人之間缺乏信任，陷入債務奴役的勞動者數量正在增加。通常此產業的僱主並不僱用童工，但身為父母的勞動者不可避免會引入他們的子女以增加收入，且取得預收工資的機會。根據一項於2007年在坦米爾那都邦的清奈和馬杜賴關於磚窯產業的研究，許多印度人對仲介者和工人之間的關係持有不同的看法。一些人認為這種關係建立在互惠互利的基礎上，然而也有人批評這種關係具有剝削本質，因為此產業的工作有季節性變動，收到的預收工資是有條件的，並且工資很低，通常僅夠支付食物開銷。印度截至2019年有超過2,300萬人在磚窯產業工作，其中有許多人涉及債務束縛勞役。
此外還有採石、採礦和清掃工作等行業透過債務束縛勞役方式採用廉價勞力。雖然印度政府通過《手動清掃者及復健法（Manual Scavengers and Rehabilitation Act in 2013）》（Manual Scavenger的主要工作為清理人類排泄物），但此行業迄2016年仍有超過12,000名勞工，主要集中在北方邦。另一種債務束縛的形式是Sumangali，即較低種姓階層的女孩做童工3到5年，賺取工資，並在契約結束後取得一筆錢作為嫁妝。

## 發生原因

### 種姓制度

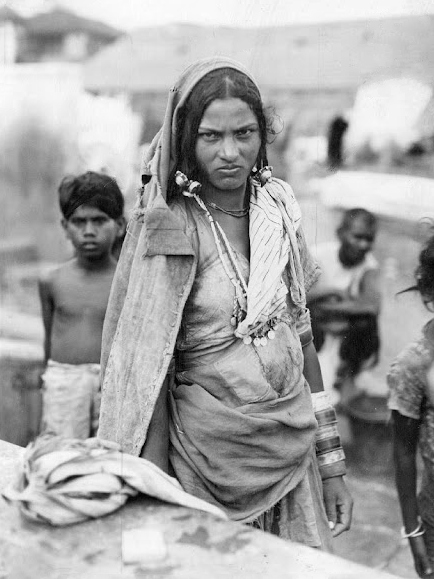
一位達利特種性的女性（孟買，1942年）。

在20世紀流行的印度種姓制度，有五個階層，達利特位於底層。研究人員莎拉·奈特（Sarah Knight）認為，種姓制度及其對社會分層的影響，使得債務束縛勞役更易被接受。達利特獲得教育、醫療保健和住房的機會很少，迫使他們須靠借貸為生，然後從事強迫勞動來償還。這個階層的人通常不具向銀行借款的資格，而被迫以高利率向民間放貸人借錢。這些人未受教育，往往不了解人權，也沒適當的行動平台提供協助。因而一個人的經濟機會與其所在的種姓之間存在關聯。雖然印度政府試圖推行權利根據種性來設定配額的倡議，藉此增加經濟和政治領域的社會流動機會，但倡議一直遭到高種姓人士反對。許多政治組織，如大眾社會黨曾試圖代表來自低種姓的印度人。然而這些組織受到的一種批評是它們往往因按種姓劃分政治，反而把社會流動性障礙強化。

### 不平等
雖然債務束縛勞役在印度並不合法，但許多印度人，特別是來自發展中社區的，並沒接受過關乎他們權利的教育。印度農業技術的發展因邦而異。有許多地主依賴廉價的國內移工勞動力。而許多行業，如寶石切割業，往往會僱用高比例的童工。低種姓成員和勞工子女幾乎沒受教育的機會，導致教育不平等的現象長期存在。根據一項在2010年所做的調查，印度每100名債務束縛勞動者中就有76人不識字。這種大量文盲存在的現象，對法律和人權的認識自然不足。
由於債務往往代代相傳，許多兒童在很小的時候就身陷債務束縛體系中。除文盲因素之外，失業和貧窮通常也被認為是兒童進入債務束縛體系的原因。根據研究人員阿納布·巴蘇（Arnab Basu）和南希·周（Nancy Chau）對兒童債務束縛制度進行的經濟分析，許多地區的兒童主要因為普遍存在的貧困而進入債務束縛系統。此外，由於印度公共教育系統仍在發展中，導致債務束縛制度陷入一個惡性循環，難以打破。許多學校沒為學生畢業後的生活做好準備，而降低他們進行社會流動的機會。童工經常須在農忙時期得放棄學業，加入勞動。

### 腐敗
研究人員還將印度政府和司法系統的腐敗視為導致債務束縛勞役的一個因素。由於法院系統中有堆積如山待審的案件，許多陷入債務束縛的勞動者難以接觸到法官。在印度，由於放貸市場容易形成壟斷，這類人得以藉由高利率，迫使債務勞工不斷借貸。一旦勞工有宗教儀式或醫療等意外開銷的需求，便更容易陷入債務與利息不斷累積的惡性循環。來自印度鄰國的移工，因為人權普遍缺乏關注，尤其容易陷入這些長期的放貸-借款關係。
這種腐敗現象能持續存在的原因之一，是印度勞工相關統計數據的發佈問題。例如，隸屬於計畫與方案執行部的國家樣本調查辦公室，負責收集和發佈有關就業人數和勞工統計數據的資訊。然而由於統計數據失真，使得印度勞工領域的不當行徑得以逃脫公眾的檢視。印度政府於2016年設定一目標，要在14年內透過增加對前債務勞動者的補助金，協助超過1,800萬印度人擺脫債務束縛勞役。但根據2019年的數據，大多數此類勞動者並未收到這些額外補償，導致其中有很多會再次借貸並陷入債務束縛勞役的困境。
作家兼學者西達爾特·卡拉（Siddharth Kara）認為：
|  | 債務束縛勞役在南亞是歷史的遺留物，本應早就消除，但貪婪、腐敗和政府無能，使得這種具有腐蝕性的剝削模式得以延續到現在。為確保基本人權、保證純淨的全球供應鏈並保護國際安全，必須立即處理助長債務束縛勞役的各種因素。 |

## 後果

### 農民自殺問題

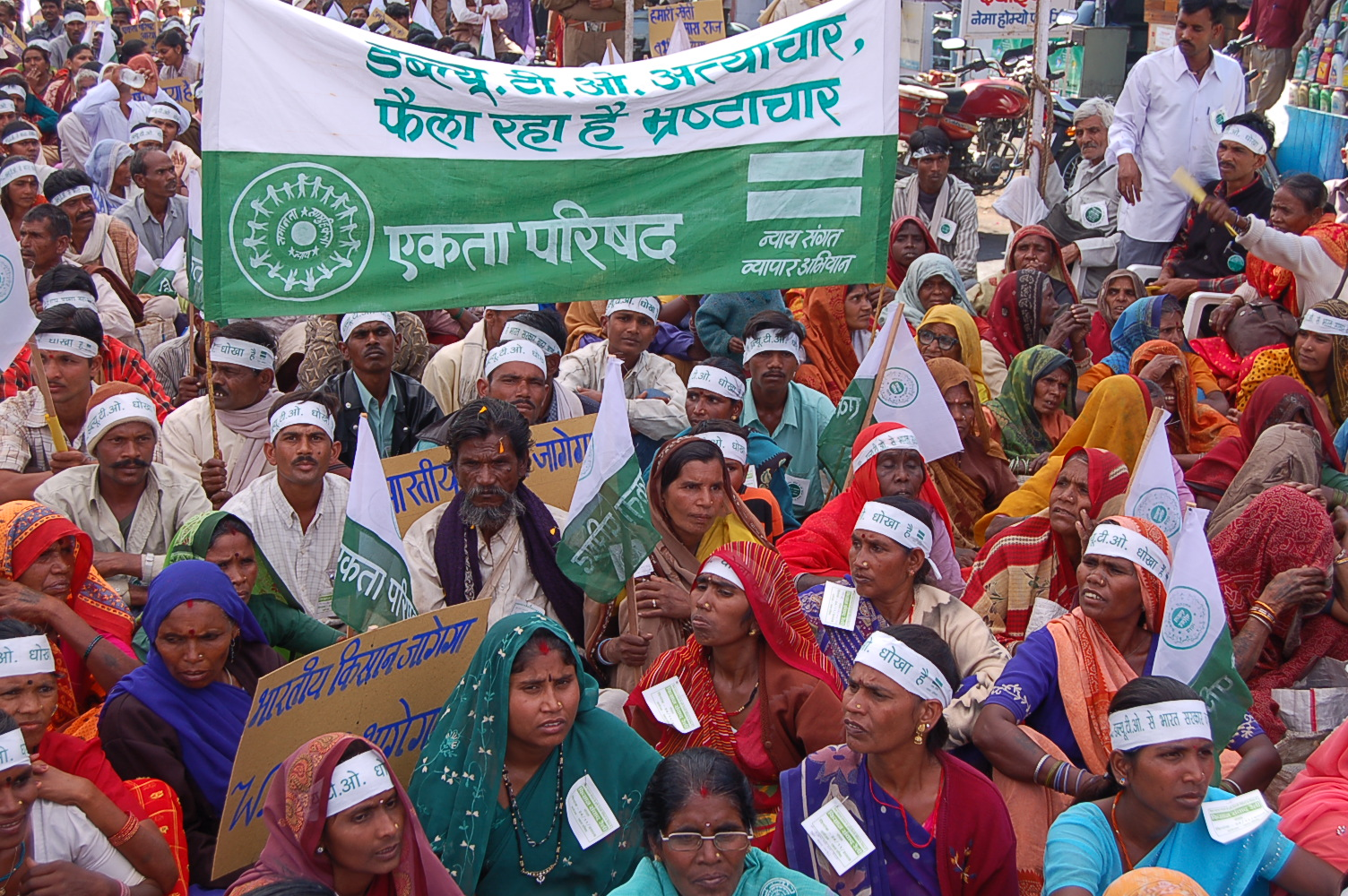
在中央邦博帕爾舉行的農民權利集會（2005年）。

由於印度在農業生產缺乏限制，導致在此產業中勞動者的利潤波動很大，農民收入來源無法穩定。近一半的印度農業家庭於2018年累積有近1,500美元的債務。由於許多印度銀行設有諸多規則，多數農業家庭無法借到更多的錢來進行開發。他們必須向私人貸放者借錢，累積大量利息，之後陷入債務束縛勞役。印度農業的特點是高度競爭和具有季節性。.如果農民負債累累，無力償還，就可能走上自殺一途。這些人通常以服用農藥作為自殺手段。印度一些農村地區的農民自殺的可能性是城市居民的兩倍。該國從1997年到2012年之間，有超過18萬名印度農民因沉重債務負擔而自殺。印度農民於2016年的自殺人數超過11,000 人。但印度政府並未透露其中有多少是由債務引起。

### 進一步不平等

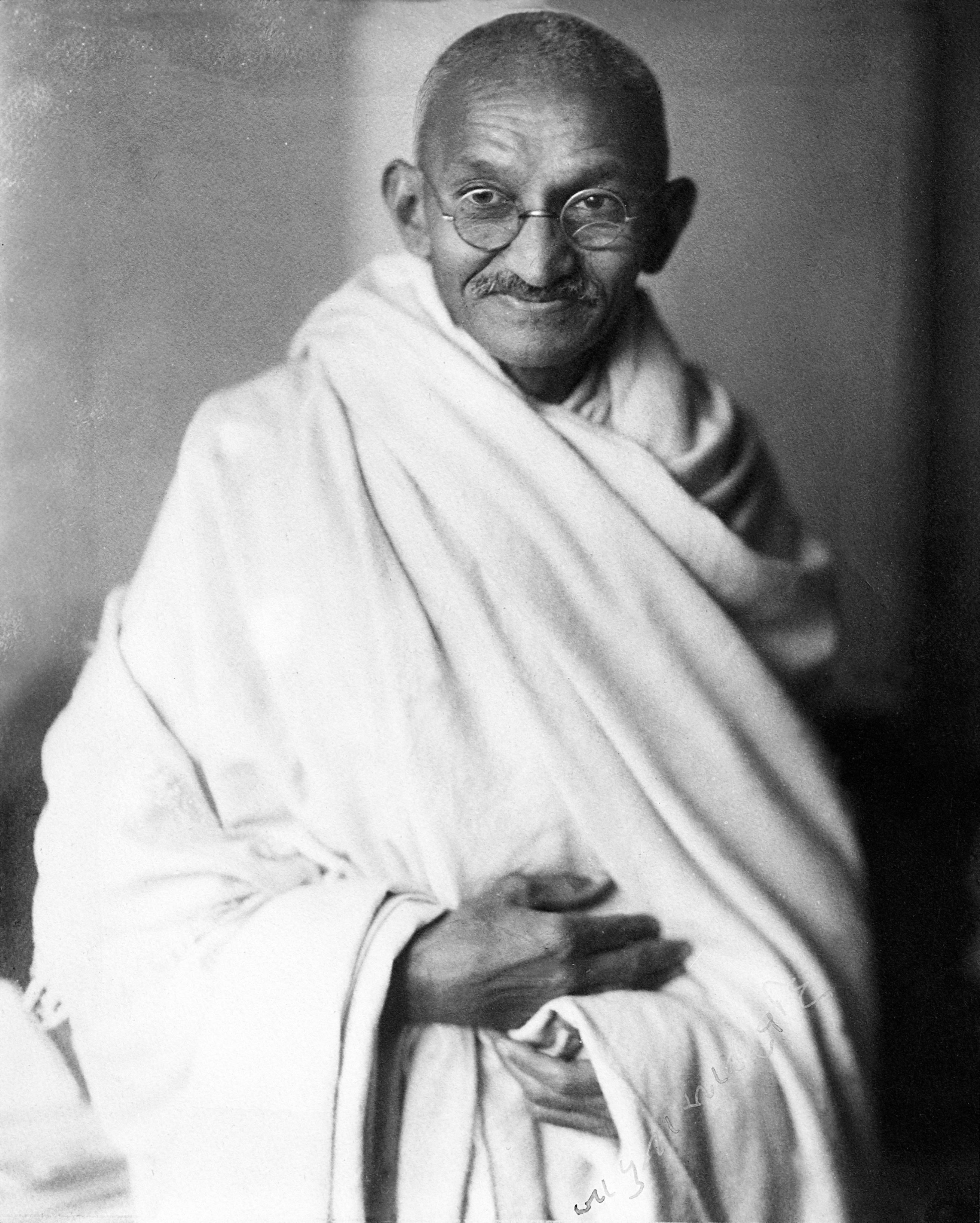
聖雄甘地，他也對印度的債務束縛勞役提出批判。

印度的債務束縛制度深受一種名為哈里亞系統的影響，其核心為剝削性的主僕關係。聖雄甘地對這種制度及其僱主提出批評，並試圖在1939年宣佈制定"債務束縛勞役解放日（Bonded Labour Liberation Day）"。因為倡議涉及提高工作者的工資，並終止長期工人的債務束縛，僱主並未接受此倡議。研究人員揚·布雷曼（Jan Breman）稱這種制度的僱主動機並非主要基於經濟考量，而是以發展政治權力和對他人的支配為目標。例如債務束縛制度被用來迫使19世紀古吉拉特邦的部落降格為較低的種姓。
而在當今，許多印度勞動者正身處一種新型的債務勞工制度之中。此制度的特徵是長時間工作，以及一種讓勞工無法組織公會，或是因此必須另覓工作的環境。這種制度下的工人因此為他們從事的職業所困，並將這些經濟負擔代代相傳，並導致童工現象出現。童工會阻礙小學生的智力發展。這種制度還導致學校出勤率降低，社會流動機會減少。然而許多僱主將這種勞動形式視為受僱者家庭獲得穩定收入的一種工作方式。

### 健康影響
許多受債務束縛制度限制的勞工容易受到不良工作條件所導致的健康危害，例如疾病感染。根據一項關於印度磚窯產業的研究，這類勞動者中有許多在夏季遭受持續高溫的影響。勞工被迫長時間處於不舒服的姿勢，而因此長期面臨肌肉骨骼問題。兒童尤其容易患上皮膚病和呼吸道疾病。在銀、比迪煙和絲綢產業中工作的童工，經常會遭受割傷和燒傷，或因感染肝病。此外，由於缺乏防護裝備和清潔的飲用水和清洗用水，從事農業的勞工容易遭受蛇咬和農藥中毒。然而工人通常被迫在這些健康狀況下繼續工作，請假則無收入，更會導致他們累積更多債務。

## 倡議

### 政府法規

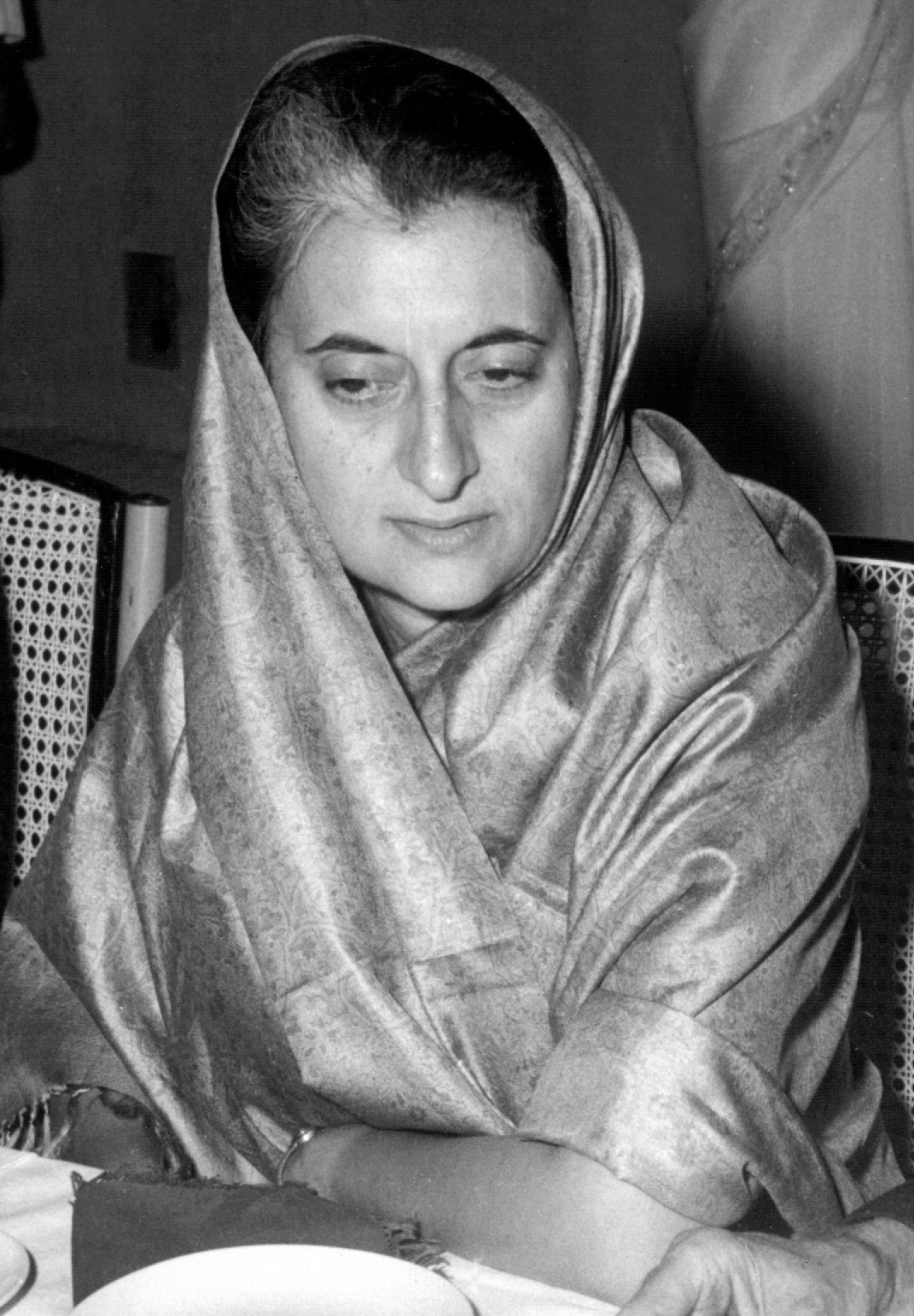
英迪拉·甘地（攝於1967年），她首次擔任印度總理期間為1966年-1977年，印度1976年債務束縛制度（廢除）法於此任期內通過。

英迪拉·甘地和印度政府在1976年通過《債務束縛制度（廢除）法案》，為未來政府解決勞工問題的倡議奠下先例。印度政府與1978年實施一項國家計劃，向每位獲釋的債務束縛者發放超過20,000盧比（約300美元）。另有類似法案 -《2005年馬哈特瑪·甘地全國鄉村就業保障法》保證為有相當經濟負擔的農村家庭中的一名成年人提供就業機會。各邦政府以各種方式解決這類問題。例如許多印度邦是針對無地勞動者提供協助。
此外，印度政府分別於1986年和1987年通過《童工法案（Child Labour Act）》和《國家童工政策（National Policy on Child Labour）》以解決童工問題。這些倡議催生諸如國家童工項目(National Child Labour Project)等計劃，為解放的童工設立康復計劃，並為他們提供教育和食物。他們還對童工的工時和條件做出規範，並透過檢查員團隊監督，禁止童工在危險行業中工作。隨後在1994年，依據《消除童工法案（Elimination of Child Labour Act）》在學校中納入更多的職業培訓，以幫助學生在畢業後找到社會流動的機會。阿納布·巴蘇（Arnab Basu）和南希·周（Nancy Chau）等研究人員認為，像印度這樣童工債務束縛勞役發生率很高的國家，必須首先解決農民的低工資問題，以及貧窮人口缺乏擺脫此種束縛的替代方案的問題。

### 涉入機構
債務束縛勞役解放陣線是一個目的為識別和解放印度債務束縛勞役的組織。自斯瓦米·阿格涅什於1981年創立此組織開始，解放陣線已幫助釋放近18萬名債務束縛勞動者，並發起康復工作，以幫助他們獲得新生。此外，該組織還積極倡導提高最低工資，並促使政府加大力度，以終止印度的債務束縛勞役問題。
國家人權委員會根據《印度1993年人權保護法案（Protection of Human Rights Act, 1993）》而成立，負責調查侵犯人權的問題。另一個從事類似倡議的組織是教育與傳播中心，該中心與非政府組織合作，負責向世界提供這個問題的教育。此外，總部位於馬哈拉什特拉邦的發展科學學院（Academy of Development Science）設立一糧食銀行，以解決糧食短缺問題，並幫助印度人擺脫債務。還有印度國家勞工委員會多次舉行會議，目的在為印度工人，特別是那些無法組織團體的，提供更多的保護。
在國際層面上，聯合國於1948年發佈的《世界人權宣言》將債務束縛勞役定為非法行為。同樣的，於1956年簽訂的《聯合國廢除奴隸制補充公約》正式禁止債務束縛制度。此外，英國非政府組織"達利特自由網絡（Dalit Freedom Network）"已將許多兒童從債務束縛勞役中解救出來，並致力於終結達利特奴隸制。聯合國社會發展研究所（UNRISD）等組織建議加強國家參與，並在政府和企業之間進行合作，以解決貧窮問題。反奴隸制國際組織參與解救恰蒂斯加爾邦、旁遮普邦和北方邦數千名印度磚窯和農業勞動者擺脫債務束縛的工作。此國際組織還與社區團體合作，組織法律行動，以解放印度人，擺脫奴役。

### 國際勞工組織
國際勞工組織負責分析勞工問題，並確保勞務輸出合乎道德規範。印度於1998年通過國際勞工組織189項公約中的39項，其中包括一項關於終止強迫勞動的協議。這項印度行動，正是國際勞工組織透過《工作中的基本原則和權利宣言》迫使各國終止強迫勞動的一項更大倡議的一部分。
此外，國際勞工組織也實施微型金融倡議，以幫助負債的印度人。該組織謹慎使用小額信貸 - 伴隨低利率 - 來幫助那些有高度風險陷入債務束縛或是重新陷入這種強迫勞動形式的印度人。國際勞工組織在印度的介入，促成綜合農村發展協會（Integrated Rural Development Society）和清奈社會服務協會（Madras Social Service Society）成立，這些協會致力於債務束縛問題的防治措施。而迫使邦政府投入更多的時間和精力來解決債務勞役問題。此外也促成更多倡議，包括向僱主講授債務束縛的替代方案、增加學生的教育機會以及為醫療保健費用提供援助。

## 延伸閱讀
- Knight, Sarah. . 2012. （原始内容存档于2016-03-04）.